# Coupe de Belgique de football 1966-1967
Navigation
Édition précédente Édition suivante
La Coupe de Belgique 1966-1967 est la douzième édition de l'épreuve. Le R. Standard CL conserve le trophée conquis l'année précédente et devient le premier club à remporter trois fois l'épreuve. En finale, au Heysel, les « Rouches » s'imposent, après prolongation, devant le Club Malinois, au stade du Heysel à Bruxelles.

## Formule
Cette édition respecte la même formule que celle adaptée pour la réapparition de l'épreuve en 1963. Elle se déroule selon le principe de « rencontres à élimination directe en une seule manche sur le terrain de la première équipe tirée au sort ».
La phase finale réunit 64 clubs à partir des 1/32e de finale où les équipes de Division 1 (16) et Division 2 (16) (de la saison précédente) attendent les 32 rescapés de 4 tours préliminaires. Ceux-ci se déroulement en préambule de la saison durant le mois d'août. Le premier tour concerne 128 clubs qui sont rejoints au 2e tour par les cercles de Promotion. Les formations de Division 3 entrent en lice lors du 4e tour.
Un élément important à noter est que la division de référence d'un club pour désigner le moment où il commence la compétition est celle de la saison précédente. Dans cet article les divisions indiquées en regard des clubs est bien celle où ils évoluent pendant cette saison 1965-1966.

### Déroulement schématique

#### Tours préliminaires
- TOUR 1: 64 rencontres, 128 clubs des Séries provinciales
  - TOUR 2: 64 rencontres, 64 qualifiés du Tour 1 + les 64 clubs de Promotion de la saison précédente (qui sont têtes de série et ne se rencontrent pas entre eux)
    - TOUR 3: 32 rencontres, 64 qualifiés du Tour 2 (pré-tirage intégral, plus de tête de série)
      - TOUR 4: 32 rencontres, 32 qualifiés du Tour 3 + les 32 clubs de Division 3 de la saison précédente (qui sont têtes de série et ne se rencontrent pas entre eux)

#### Phase finale
- 1/32e de finale : 32 qualifiés du Tour 4, 16 clubs de Division 2 de la saison précédente et 16 clubs de Division 1 de la saison précédente (D1 et D2 sont têtes de série et ne se rencontrent pas entre elles)
  - 1/16e de finale (à partir de ce tour, tirage intégral, plus de têtes de série)
    - 1/8e de finale
      - 1/4 de finale
        - 1/2 finales
          - FINALE

## Répartition des clubs engagés
| Abréviations des Divisions - (I) : club évoluant en Division 1 - (II) : club évoluant en Division 2 - (III) : club évoluant en Division 3 - (P) : club évoluant en Promotion Abréviations des Provinces - (p-...) : club évoluant dans une série provinciale : - (p-Anv) : Province d'Anvers - (-Bbt) : Province de Brabant - (WVl) : Province de Flandre-Occidentale - (OVl) : Province de Flandre-Orientale - (Hai) : Province de Hainaut - (Liè) : Province de Liège - (Lim) : Province de Limbourg - (Lux) : Province de Luxembourg - (Nam) : Province de Namur | \| Province \| D1 \| D2 \| D3 \| P \| prov. \| Total \| \| ------------------- \| -- \| -- \| -- \| - \| ----- \| ----- \| \| Anvers \| 4 \| 4 \| 6 \| 2 \| 1 \| 17 \| \| Brabant \| 3 \| 3 \| 2 \| 1 \| 1 \| 10 \| \| Flandre occidentale \| 2 \| 1 \| 3 \| 1 \| 1 \| 8 \| \| Flandre orientale \| 1 \| 2 \| 1 \| 0 \| 2 \| 6 \| \| Hainaut \| 1 \| 1 \| 2 \| 1 \| 0 \| 5 \| \| Liège \| 3 \| 2 \| 2 \| 0 \| 1 \| 8 \| \| Limbourg \| 2 \| 2 \| 3 \| 1 \| 1 \| 9 \| \| Luxembourg \| 0 \| 0 \| 0 \| 0 \| 0 \| 0 \| \| Namur \| 0 \| 1 \| 0 \| 0 \| 0 \| 1 \| \| Total \| 16 \| 16 \| 19 \| 8 \| 5 \| 64 \| |    |    |   |       |       |
| Province | D1 | D2 | D3 | P | prov. | Total |
| Anvers | 4 | 4  | 6  | 2 | 1     | 17    |
| Brabant | 3 | 3  | 2  | 1 | 1     | 10    |
| Flandre occidentale | 2 | 1  | 3  | 1 | 1     | 8     |
| Flandre orientale | 1 | 2  | 1  | 0 | 2     | 6     |
| Hainaut | 1 | 1  | 2  | 1 | 0     | 5     |
| Liège | 3 | 2  | 2  | 0 | 1     | 8     |
| Limbourg | 2 | 2  | 3  | 1 | 1     | 9     |
| Luxembourg | 0 | 0  | 0  | 0 | 0     | 0     |
| Namur | 0 | 1  | 0  | 0 | 0     | 1     |
| Total | 16 | 16 | 19 | 8 | 5     | 64    |

## Cinquième tour (Trente-deuxièmes de finale)
Ce tour marque l'entrée en lice des 16 clubs de Division 1, de 14 clubs de Division 2, de deux clubs relégués de D2 à la fin de la saison précédente (Boom FC en D3 et l'Eendracht Alost renvoyée en Promotion). Ces 32 formations rejoignent les 32 rescapés des tours préliminaires. Le tirage au sport de ce tour est effectué en même temps que celui des quatre tours préliminaires, dont les 32 qualifiés connaissent leur adversaires.
- 64 clubs, 32 rencontres jouées le 28 août 1966 (sauf 4 avancées au 27) 
  - Un club de « D1 » passe à la trappe, l'Antwerp, étrillé à l'Albert de Mons, cercle de « D3 ».
  - Si les derniers cercles de Promotion sont éliminés, une formation de P1 crée l'exploit: Dessel Sport prend le dessus sur Seraing aux tirs au but.
  - À noter, la particularité des séances de tirs au but à l'époque : si l'égalité subsiste à l'issue des cinq premiers essais de chaque formation, on recommence avec une série complète de cinq tirs par équipe. Il n'était pas rare que 3 ou 4 séries soient nécessaires et livrent des scores tels que « 9-12 » à « Union-St-Gilloise-Boom »

| Dates      | Types   | Visités                         | Visiteur                             | Score final | Remarques                 |
| ---------- | ------- | ------------------------------- | ------------------------------------ | ----------- | ------------------------- |
| 28/08/1966 | D1-D3   | K. FC Malinois (I)              | Cappellen FC KM (P)                  | 1-0         |                           |
| 27/08/1966 | D1-D3   | K. Lierse SK (I)                | K. FC Winterslag (III)               | 2-1         |                           |
| 28/08/1966 | D1-D3   | R. Daring CB (I)                | K. AC&V Brasschaat (III)             | 1-1         | Tirs au but ?             |
| 28/08/1966 | D1-D3   | R. Racing FC Montegnée (III)    | R. Racing White (I)                  | 0-1         |                           |
| 26/08/1966 | D1-D3   | K. White Star Lauwe (III)       | R. SC Anderlechtois (I)              | 0-1         | joué au stade Emile Versé |
| 28/08/1966 | D1-D3   | R. Tilleur FC (I)               | R. Stade Waremmien FC (III)          | 3-0         |                           |
| 28/08/1966 | D1-D3   | V&V Overpelt-Fabriek (III)      | R. Standard CL T (I)                 | 0-2         |                           |
| 28/08/1966 | D1-D3   | R. AEC Mons (III)               | R. Antwerp FC (I)                    | 5-1         |                           |
| 28/08/1966 | D1-P    | SK Lebbeke (P)                  | K. Beerschot AC (I)                  | 0-1         |                           |
| 28/08/1966 | D1-P    | K. SC Menen (P)                 | K. Beeringen FC (I)                  | 2-7         |                           |
| 28/08/1966 | D1-P    | FC De Sportvrienden Nijlen (-P) | ARA La Gantoise (I)                  | 1-3         |                           |
| 27/08/1966 | D1-P    | K. SV Waregem (I)               | K. St-Genesius-Rode Sport (-P)       | 9-0         |                           |
| 27/08/1966 | D1-P    | FC Sporting St-Gillis/Waas (P)  | R. FC Brugeois (I)                   | 3-3         | Tirs au but ?             |
| 28/08/1966 | D1-Prov | R. Charleroi SC (-I)            | Hoeselt VV (p-Lim)                   | 4-1         |                           |
| 28/08/1966 | D1-Prov | R. FC Liégeois (I)              | R. Spa FC (-p-Liè)                   | 7-0         |                           |
| 28/08/1966 | D1-Prov | K. St-Truidense VV (I)          | VC ITNA Itterbeek (-p-Bbt)           | 5-0         |                           |
| 28/08/1966 | D2-D2   | K. RC Mechelen (-II)            | K. Berchem Sport (-II)               | 1-0         |                           |
| 28/08/1966 | D2-D2   | Beveren-Waas SK (-II)           | R. Olympic CC (II)                   | 1-1         | Tirs au but 2-3           |
| 28/08/1966 | D2-D3   | K. Willebroekse SV (II)         | K. Wezel Sport FC (III)              | 2-1         |                           |
| 28/08/1966 | D2-D3   | R. Crossing FC Molenbeek (II)   | K. OLSE Merksem (III)                | 2-1         |                           |
| 28/08/1966 | D2-D3   | K. FC Diest (II)                | R. RC Tirlemont (III)                | 2-1         |                           |
| 28/08/1966 | D2-D3   | K. Waterschei SV THOR Genk (II) | R. RC Tournaisien (III)              | 3-0         |                           |
| 28/08/1966 | D2-D3   | R. Wavre Sport (III)            | AS Oostende KM (II)                  | 1-5         |                           |
| 28/08/1966 | D2-D3   | UR St-Gilloise (II)             | K. Boom FC (III)                     | 1-1         | Tirs au but 9-12          |
| 28/08/1966 | D2-D3   | R. CS Verviétois (II)           | Sporting Houthalen (III)             | 1-2         |                           |
| 28/08/1966 | D2-D3   | K. SV Sottegem (III)            | UR Namur (II)                        | 2-0         |                           |
| 28/08/1966 | D2-P    | K. Tongerse SV Cercle (P)       | Patro Eisden (II)                    | 0-1         |                           |
| 27/08/1966 | D2-P    | K. St-Niklaasse SK (II)         | R. Ass. Marchiennoise des Sports (P) | 3-0         |                           |
| 28/08/1966 | D2-Prov | K. FC Dessel Sport (p-Anv)      | R. FC Sérésien (II)                  | 1-1         | Tirs au but ?             |
| 28/08/1966 | D2-Prov | K. FC Herentals (II)            | K. SV Blankenberge (-p-WVl)          | 5-1         |                           |
| 28/08/1966 | D3-D3   | VC Zwevegem Sport (III)         | K. FC Turnhout (-III)                | 0-1         |                           |
| 28/08/1966 | D3-D3   | K. Lyra (III)                   | R. CS Brugeois (-III)                | 2-0         |                           |

## Seizièmes de finale
À partir de ce tour, un tirage au sort intégral est effectué avant chaque tout. Il n'y a plus d'équipes protégées.

### Participants
Plus de Luxembourgeois, ni de Namurois, mais un provincial anversois.
| Province            | Clubs de Division 1 | Clubs de Division 2 | Clubs de Division 3 | Clubs de Promotion | Clubs de provinciaux | Total |
| ------------------- | ------------------- | ------------------- | ------------------- | ------------------ | -------------------- | ----- |
| Totaux par division | 15                  | 10                  | 6                   | 0                  | 1                    | 32    |
| Anvers              | 3                   | 3                   | 3                   | 0                  | 1                    | 10    |
| Brabant             | 3                   | 2                   | 0                   | 0                  | 0                    | 5     |
| Flandre-Occidentale | 2                   | 1                   | 0                   | 0                  | 0                    | 3     |
| Flandre-Orientale   | 1                   | 1                   | 1                   | 0                  | 0                    | 3     |
| Hainaut             | 1                   | 1                   | 1                   | 0                  | 0                    | 3     |
| Liège               | 3                   | 0                   | 0                   | 0                  | 0                    | 3     |
| Limbourg            | 2                   | 2                   | 1                   | 0                  | 0                    | 5     |

### Résultats
- 32 équipes, 16 rencontres programmées le 13 novembre 1966, à l'exception de trois parties avancées respectivement le 24/10, 01/11 et 12/11.
  - Le tirage au sort de programme que trois affrontements entre cercles de l'élite. Ceux-ci sont surtout opposés à des équipes de « D2 ». Le Sporting de Charleroi et Waregem ne vont pas plus loin dans l'épreuve.
  - Trois formations de Division 3 atteignent les 1/8e de finale.

| Dates      | Types   | Visités                         | Visiteur                      | Score final | Remarques        |
| ---------- | ------- | ------------------------------- | ----------------------------- | ----------- | ---------------- |
| 01/11/1966 | D1-D1   | R. SC Anderlechtois (I)         | K. St-Truidense VV (I)        | 2-1         |                  |
| 13/11/1966 | D1-D1   | R. FC Liégeois ()               | K. Beeringen FC (I)           | 2-0         |                  |
| 13/11/1966 | D1-D1   | K. Lierse SK (I)                | R. FC Brugeois (I)            | 1-1         | Tirs au but ?    |
| 13/11/1966 | D1-D2   | K. FC Malinois (I)              | K. FC Diest (II)              | 2-0         |                  |
| 13/11/1966 | D1-D2   | K. Willebroekse SV (II)         | R. Racing White (I)           | 1-3         |                  |
| 13/11/1966 | D1-D2   | R. Daring CB (I)                | R. Olympic CC (II)            | 2-0         |                  |
| 13/11/1966 | D1-D2   | K. Waterschei SV THOR Genk (II) | R. Tilleur FC (I)             | 0-1         |                  |
| 13/11/1966 | D1-D2   | K. FC Herentals (II)            | ARA La Gantoise (I)           | 2-4         |                  |
| 12/11/1966 | D1-D2   | Patro Eisden (II)               | R. Charleroi SC (-I)          | 4-0         |                  |
| 13/11/1966 | D1-D2   | AS Oostende KM (II)             | K. SV Waregem (I)             | 2-2         | Tirs au but ?    |
| 13/11/1966 | D1-D3   | K. Beerschot AC (I)             | R. AEC Mons (III)             | 2-1         |                  |
| 25/10/1966 | D1-Prov | R. Standard CL T (I)            | K. FC Dessel Sport (p-Anv)    | 6-0         |                  |
| 13/11/1966 | D2-D3   | K. St-Niklaasse SK (II)         | K. Boom FC (III)              | 0-0         | Tirs au but ?    |
| 13/11/1966 | D2-D3   | K. FC Turnhout (-III)           | K. RC Mechelen (-II)          | 1-0         |                  |
| 13/11/1966 | D2-D3   | K. SV Sottegem (III)            | R. Crossing FC Molenbeek (II) | 2-2         | Tirs au but ?    |
| 13/11/1966 | D3-D3   | Sporting Houthalen (III)        | K. Lyra (III)                 | 0-0         | Tirs au but 10-8 |

## Huitièmes de finale

### Participants
La « D1 » se taille logiquement la part du lion avec 10 des 16 engagés. Il n'y a plus de cercles hennuyers alors que la Flandre orientale place un club de chacune des trois plus hautes divisions.
| Province            | Clubs de Division 1 | Clubs de Division 2 | Clubs de Division 3 | Total |
| ------------------- | ------------------- | ------------------- | ------------------- | ----- |
| Totaux par division | 10                  | 3                   | 3                   | 16    |
| Anvers              | 2                   | 0                   | 1                   | 3     |
| Brabant             | 3                   | 0                   | 0                   | 3     |
| Flandre-Occidentale | 1                   | 1                   | 0                   | 2     |
| Flandre-Orientale   | 1                   | 1                   | 1                   | 3     |
| Liège               | 3                   | 0                   | 0                   | 3     |
| Limbourg            | 0                   | 1                   | 1                   | 2     |

### Résultats
- 16 équipes, 8 rencontres programmées le 25 décembre 1966, à l'exception de deux matches décalés respectivement le 28/12 et le 29/12.
  - Huit des dix équipes de D1 s'expliquent entre elles, dont un derby liégeois qui tournent de peu à l'avantage du tenant du titre.
  - Le R. FC Brugeois dispute sa troisième explication de suite « aux tirs au but », mais cette fois elle lui est défavorable.
  - Carton plein pour les trois formations brabançonnes de l'élite.
  - Deux équipes de « Division 2 » bénéficient du tirage pour se glisser en quarts de finale.

| Dates      | Types | Visités                 | Visiteur                 | Score final | Remarques     |
| ---------- | ----- | ----------------------- | ------------------------ | ----------- | ------------- |
| 25/12/1966 | D1-D1 | K. FC Malinois (I)      | R. FC Brugeois (I)       | 3-3         | Tirs au but ? |
| 25/12/1966 | D1-D1 | R. Tilleur FC (I)       | K. Beerschot AC (I)      | 3-2         |               |
| 28/12/1966 | D1-D1 | R. Standard CL T (I)    | R. FC Liégeois (I)       | 2-1         |               |
| 29/12/1966 | D1-D1 | R. SC Anderlechtois (I) | ARA La Gantoise (I)      | 5-0         |               |
| 25/12/1966 | D1-D3 | R. Racing White (I)     | Sporting Houthalen (III) | 4-1         |               |
| 25/12/1966 | D1-D3 | K. SV Sottegem (III)    | R. Daring CB (I)         | 0-1         |               |
| 25/12/1966 | D2-D2 | AS Oostende KM (II)     | Patro Eisden (II)        | 6-1         |               |
| 25/12/1966 | D2-D3 | K. St-Niklaasse SK (II) | K. FC Turnhout (-III)    | 0-0         | Tirs au but ? |

## Quarts de finale

### Participants
Le Limbourg n'a plus de représentant.
| Province            | Clubs de Division 1 | Clubs de Division 2 | Total |
| ------------------- | ------------------- | ------------------- | ----- |
| Totaux par division | 6                   | 2                   | 8     |
| Anvers              | 1                   | 0                   | 1     |
| Brabant             | 3                   | 0                   | 3     |
| Flandre-Occidentale | 0                   | 1                   | 1     |
| Flandre-Orientale   | 0                   | 1                   | 1     |
| Liège               | 2                   | 0                   | 2     |

### Résultats
- 8 équipes, 4 rencontres programmées du 19 au 29 mars 1967.
  - Pas de miracle pour les cercles de « D2 » qui passe logiquement à la trappe.

| Dates      | Types | Visités                 | Visiteur                | Score final | Remarques |
| ---------- | ----- | ----------------------- | ----------------------- | ----------- | --------- |
| 19/03/1967 | D1-D1 | K. FC Malinois (I)      | R. Daring CB (I)        | 2-0         |           |
| 19/03/1967 | D1-D2 | AS Oostende KM (II)     | R. Racing White (I)     | 2-3         |           |
| 22/03/1967 | D1-D1 | R. SC Anderlechtois (I) | R. Tilleur FC (I)       | 3-0         |           |
| 29/03/1967 | D1-D2 | R. Standard CL T (I)    | K. St-Niklaasse SK (II) | 4-0         |           |

## Demi-finales

### Participants
| Province            | Clubs de Division 1 | Total |
| ------------------- | ------------------- | ----- |
| Totaux par division | 4                   | 4     |
| Anvers              | 1                   | 1     |
| Brabant             | 2                   | 2     |
| Liège               | 1                   | 1     |

### Résultats
- 4 équipes, 2 rencontres programmées le 15 mai 1967.
  - Qualification surprise du « Club Malinois », modeste 12e en championnat qui barre la route à des Anderlechtois qui viennent pourtant de reconduire aisément leur titre national.
  - Le Standard est sérieusement accroché par le Racing White, mais obtient une troisième finale consécutive lors d'une séance de tirs au but.

| Dates      | Types | Visités              | Visiteur                | Score final | Remarques     |
| ---------- | ----- | -------------------- | ----------------------- | ----------- | ------------- |
| 15/05/1967 | D1-D1 | K. FC Malinois (I)   | R. SC Anderlechtois (I) | 2-0         |               |
| 15/05/1967 | D1-D1 | R. Standard CL T (I) | R. Racing White (I)     | 0-0         | Tirs au but ? |

## Finale
| ·             |                    |     |
| Titulaires :  |                    |     |
|               |                    |     |
| G             | Jean Nicolay       |     |
| ArD           | Léon Jeck          |     |
| DC            | Lucien Spronck     |     |
| DC            | Nico Dewalque      |     |
| ArG           | Jean Thissen       |     |
| M             | Casimir Jurkiewicz |     |
| M             | Louis Pilot        |     |
| AiD           | Léon Semmeling     |     |
| A             | Paul Van den Berg  |     |
| A             | Roger Claessen     |     |
| AiG           | Milan Galić        | 67e |
|               |                    |     |
| Remplaçants : |                    |     |
| M             | Velco Naumović     | 67e |
|               |                    |     |
| Entraîneur :  |                    |     |
| Michel Pavić  |                    |     |

| ·             |                   |  |
| Titulaires :  |                   |  |
|               |                   |  |
| G             | Hugo Jacobs       |  |
| ArD           | Frans De Swert    |  |
| DC            | Victor Van Merode |  |
| DC            | René De Moor      |  |
| ArG           | Fi Van Hoof       |  |
| M             | Felix Van Bulck   |  |
| M             | Henri Lippevelt   |  |
| AiD           | Alfons Bockx      |  |
| A             | Roger Mergaey     |  |
| AiG           | Kamiel Van Damme  |  |
| A             | Frans Tuyaerts    |  |
|               |                   |  |
| Entraîneur :  |                   |  |
| András Dolgos |                   |  |

| ·             |                    |     |
| Titulaires :  |                    |     |
|               |                    |     |
| G             | Jean Nicolay       |     |
| ArD           | Léon Jeck          |     |
| DC            | Lucien Spronck     |     |
| DC            | Nico Dewalque      |     |
| ArG           | Jean Thissen       |     |
| M             | Casimir Jurkiewicz |     |
| M             | Louis Pilot        |     |
| AiD           | Léon Semmeling     |     |
| A             | Paul Van den Berg  |     |
| A             | Roger Claessen     |     |
| AiG           | Milan Galić        | 67e |
|               |                    |     |
| Remplaçants : |                    |     |
| M             | Velco Naumović     | 67e |
|               |                    |     |
| Entraîneur :  |                    |     |
| Michel Pavić  |                    |     |

| ·             |                   |  |
| Titulaires :  |                   |  |
|               |                   |  |
| G             | Hugo Jacobs       |  |
| ArD           | Frans De Swert    |  |
| DC            | Victor Van Merode |  |
| DC            | René De Moor      |  |
| ArG           | Fi Van Hoof       |  |
| M             | Felix Van Bulck   |  |
| M             | Henri Lippevelt   |  |
| AiD           | Alfons Bockx      |  |
| A             | Roger Mergaey     |  |
| AiG           | Kamiel Van Damme  |  |
| A             | Frans Tuyaerts    |  |
|               |                   |  |
| Entraîneur :  |                   |  |
| András Dolgos |                   |  |

## Statistiques

### Générales
- Nombre de finales jouées : 12 - (46 buts marqués)
  - Nombre de finales avec prolongation : 4 (6 buts marqués)
  - Nombre de finales avec tirs au but : 0
- Joueurs expulsés lors en finale : 4
- Clubs participant aux finale :
  - Clubs de la plus haute division : 21
  - Clubs de deuxième division : 2
  - Clubs de troisième division : 1

### Par provinces
| # | Provinces                       | Vainqueurs | Finalistes | Total |
| - | ------------------------------- | ---------- | ---------- | ----- |
| 1 | Province d'Anvers               | 1          | 4          | 5     |
| 2 | Province de Brabant             | 5          | 2          | 7     |
| 3 | Province de Flandre-Occidentale | 1          | 2          | 3     |
| 4 | Province de Flandre-Orientale   | 1          | 1          | 2     |
| 5 | Province de Hainaut             | 1          | 0          | 1     |
| 6 | Province de Liège               | 3          | 2          | 5     |
| 7 | Province de Limbourg            | 0          | 1          | 1     |
| 8 | Province de Luxembourg          | 0          | 0          | 0     |
| 9 | Province de Namur               | 0          | 0          | 0     |

| # | Provinces                   | Victoires | Place de finaliste | Total |
| - | --------------------------- | --------- | ------------------ | ----- |
| 1 | Province du Brabant flamand | 0         | 1                  | 1     |
| 2 | Province de Brabant wallon  | 0         | 0                  | 0     |
| 3 | Bruxelles                   | 5         | 1                  | 6     |

### Clubs avec plus d'une victoire
- R. Standard CL: 3 (1954, 1966, 1967)
- Union Royale St-Gilloise: 2 (1913, 1914)